# ジェシー (アイドル)
ジェシー（Jesse、1996年〈平成8年〉6月11日 - ）は、日本のアイドル、俳優、ファッションモデル、歌手。男性アイドルグループ・SixTONESのメンバー。旧芸名は、ルイス・ジェシー。
東京都出身。STARTO ENTERTAINMENTおよび個人としては株式会社ZDN所属。

## 略歴
立川市立立川第二中学校出身。2006年9月にジャニーズ事務所に入所。ジャニーズが何かも全くわかっていなかったが、当時通っていた空手道場にジャニーズJr.だったジョーイ・ティーが入ってきて仲良くなり、誘われたことがきっかけとなりジャニーズに興味を抱く。その後、ジャニー喜多川が「誰かいいコいない？ ハーフっぽいコ」と探していたことから、母と相談し、後日ジャニー喜多川に会いに行く。特にこれといった話をすることもなく、いきなり「なんか買ってきな」と1000円もらい、よくわからないまま踊らされたのが『ザ少年倶楽部』のリハーサルだった。その2週間後には収録本番で、NHKホールのステージに立つ。
ジャニーズJr.内ユニットTeam USA、J-internationalなどを経て、2008年11月頃から2011年までHip Hop Jump（Hip Hop JUMP）の一員として活動。2015年にはSexy FamilyとしてSexy Zoneのアルバム『Sexy Power3』にも参加。
2012年4月期の『私立バカレア高校』でテレビドラマに初出演。続く同年7月期の『スプラウト』でストーリーの中心となる4人の高校生のうち主演であるHey! Say! JUMP・知念侑李の親友かつ恋敵役を演じ、同年9月1日放送の『THE QUIZ』ではドラマ3作目にして単発テレビドラマながら単独初主演を務める。同年10月公開の『劇場版 私立バカレア高校』で映画に初出演。
以前は「ルイス・ジェシー」として活動をしていた。ジャニー喜多川に「名前が長い」と指摘されていたこともあり、2012年12月、2013年1月期のテレビドラマ『ビブリア古書堂の事件手帖』への出演決定を機に「ジェシー」への改名を発表。
モデルとしては2014年、日之出出版の『FINEBOYS』でレギュラーモデルをおよそ6年間務める。2020年7月をもって卒業し、同社の『Safari』に移籍する。
2015年5月1日、『ジャニーズ銀座2015』で、テレビドラマ『私立バカレア高校』出演者6人でSixTONESを結成することが発表され、メンバーとなる。
2016年9月公開の『バニラボーイ トゥモロー・イズ・アナザー・デイ』ではSixTONESメンバーの松村北斗・田中樹とともに映画初主演を務めた。
2020年1月22日にSixTONESとしてCDデビュー。
2022年10月期放送の『最初はパー』で地上波連続テレビドラマで単独初主演を果たす。
2023年8月・9月にはブロードウェイミュージカル『ビートルジュース』の日本版主演を務める。
2024年7月19日、個人会社である株式会社ZDNの設立を発表した。

## 人物
父親はアメリカ人で、母親は日本人。また、Hey! Say! JUMPの伊野尾慧は遠縁に、プロサッカー選手の佐藤恵允は従兄弟にあたる（母親同士が姉妹であり、ジェシーの母親が姉となる）。
歌唱力に定評があり、バイリンガルゆえ英語のラップも様になる。小学2年の頃に作業中に歌っていた歌を友人に下手だと言われたため、入所後3、4年は歌には触れず踊りに専念していたが、2011年のSUMMARYで代役で披露した事をきっかけに時折ラップを任されるようになる。同年のA.B.C-Zのコンサート『2011 first Concert in YOYOGI』ではKinKi Kidsの「雪白の月」で初めてソロパートをもらい、それが評価されたことで徐々に歌も任されるようになった。また、SixTONES結成後、グループの売りについてメンバー全員が悩み、試行錯誤を重ねていた時期も、京本大我とジェシーはジャニーズJr.の中で歌が飛び抜けて上手いと確信していたと髙地優吾が語っており、メンバーからその歌唱力をグループの強みとして頼りにされている。
音楽が大好きで常に聴いており、体の一部みたいなものだと語るほどである。邦楽も洋楽も好きな曲をシャッフルして聞くのが定番である。玉置浩二や堂本剛を特に好んで聴いている。コンサートで歌うソロ曲も事務所内の曲に留まらず、『ジャニーズJr.祭り 2018』SixTONES単独公演では尾崎豊の「I LOVE YOU」を披露した。
作詞作曲も行い、『ガムシャラJ's Party Vol.8』で初披露した「僕らの朝」は、京本大我が作詞したものに鼻歌でメロディーを付け作曲した曲で、『ジャニーズ銀座2015』でも披露された。同公演のソロ曲では、夢でしか会えない人への恋心を綴ったラブソング「夢の中の君」をアカペラで披露した。2017年の『東SixTONES×西関西ジャニーズJr. SHOW合戦』では、京本大我と共に作詞した「why」をデュエットし、忘れられない大切な人への思いを繊細な歌声で紡いだ。
昔はシャイな性格で素の自分を出せずにいたが、『Rの法則』への出演がきっかけで喋るようになったという。その頃から人に好きになってもらうには「とにかく"あいつなんか面白いな"って思ってもらうことが一番」と考え、一発芸やモノマネを披露するようになった。交友関係がとても広く、正月には500人近くいる知り合いや友人一人一人にメールを送っている。

### 特技
空手
空手の有段者（初段）。全国大会に最初に出た年とその翌年は学年別で準優勝、翌々年は3位、2008年は4位という成績を残す。空手をやっている父の、自分の身は自分で守れという方針により、4歳から始める。学校が終わるとほぼ毎日道場に通い、8年間続けていたが、芸能活動が忙しくなったため、2008年10月に黒帯を取ってから約1年でやめる。この空手経験から、『劇場版 仮面ティーチャー』では、アクション監督の吉田浩之に「蹴りやパンチがずば抜けて上手かった」と評された。また、分厚く積み重ねた瓦を割ることもでき、『ガムシャラ！』では板割りを披露している。
モノマネ
幼い頃からモノマネのスペシャル番組が大好きで、自身がモノマネ界で最も尊敬するコロッケが出ている時は必ず録画して何度も見て、同じことができるか挑戦してみると語っている。ドナルドダックのモノマネは2006年頃からしている十八番のネタで、度々番組でも披露している。また、『安堂ロイド 〜A.I. knows LOVE?〜』の撮影の合間に、SMAPの木村拓哉に披露し、その後「よう、ドナルド！」と声を掛けられたことを明かしている。その他のレパートリーには、自身が尊敬するKinKi Kidsの堂本剛の他、福山雅治・久保田利伸・桑田佳祐、徳永英明・美空ひばり、スティッチなどがある。
ルービックキューブ
友人の影響で始める。その腕前は、集中力を高めるため『JOHNNYS' World』の本番前にルービックキューブを解くことをルーティンとしていたSnow Manの阿部亮平に、よくスピード勝負をするが強すぎて1度も勝てたことがないと言われるほどである。

## 出演
ユニットでの出演はHip Hop JUMP、Sexy Family、SixTONES#出演を参照。個人での出演のみ記載。

### テレビドラマ
- 私立バカレア高校（2012年4月14日 - 6月30日、日本テレビ） 里中ユウキ 役[66][67]
- スプラウト（2012年7月7日 - 9月29日、日本テレビ） 片桐隼人 役[21][68]
- THE QUIZ（2012年9月1日、日本テレビ） 主演・笠間翔太 役[22][69][70]
- ビブリア古書堂の事件手帖（2013年1月14日 - 3月25日、フジテレビ） 篠川文也 役[71][72][73]
- 仮面ティーチャー（2013年7月6日 - 9月28日、日本テレビ） 草薙圭吾 役[74][75]
  - 金曜ロードSHOW! 特別ドラマ企画 仮面ティーチャー（2014年2月14日、日本テレビ） 草薙圭吾 役[76]
- ぴんとこな（2013年7月18日 - 9月19日、TBS） 坂本春彦 役[77][78]
- 安堂ロイド 〜A.I. knows LOVE?〜（2013年10月13日 - 12月15日、TBS） 江戸川斗夢 役[79][80][81]
- お兄ちゃん、ガチャ 最終話（2015年3月28日、日本テレビ） SSランクお兄ちゃん 役[82]
- 家政夫のミタゾノ 第2シーズン 第1話（2018年4月20日、テレビ朝日） 葛西雅樹 役[83]
- 世にも奇妙な物語 ’18秋の特別編「マスマティックな夕暮れ」（2018年11月10日、フジテレビ） 文哉 役[84][85]
- キワドい2人-K2-池袋署刑事課 神崎・黒木（2020年9月11日 - 10月16日、TBS） 諸星一朗 役[86][87]
- 最初はパー（2022年10月28日 - 12月16日、テレビ朝日） 主演・利根川豪太 役[28]
- 新空港占拠（2024年1月13日 - 3月16日、日本テレビ） 鼠 / 新見大河 役[88][89][90][91]
- 世にも奇妙な物語’24 夏の特別編「追憶の洋館」（2024年6月8日、フジテレビ） - 星野明 役[92]
- モンスター（2024年10月14日 - 12月23日、関西テレビ・フジテレビ） - 杉浦義弘 役[93][94]

### 配信ドラマ
- キワドくなりたい男（2020年9月11日 - 10月16日、Paravi） 主演・諸星一朗 役[95]
- 新空港占拠前 Run,Mouse,Run!（2024年3月9日・16日、Hulu） 主演・新見大河 役[96]

### 映画
- 劇場版 私立バカレア高校（2012年10月13日公開、ショウゲート） 里中ユウキ 役[97]
- 劇場版 仮面ティーチャー（2014年2月22日公開、ショウゲート） 草薙圭吾 役[98]
- バニラボーイ トゥモロー・イズ・アナザー・デイ（2016年9月3日公開、クロックワークス） 主演・太田和毅 役[26][99]
- 映画 少年たち（2019年3月29日公開、松竹） ジョー 役[100]
- 劇場版 TOKYO MER〜走る緊急救命室〜（2023年4月28日公開、東宝）潮見知広 役[101][102]
  - 劇場版TOKYO MER〜走る緊急救命室〜南海ミッション（2025年8月1日公開、東宝）[103]
- リボルバー・リリー（2023年8月11日公開、東映）津山ヨーゼフ清親 役[104][105]
- お嬢と番犬くん（2025年3月14日公開、東宝） 主演・宇藤啓弥 役（福本莉子とのW主演）[106][107]

### 吹き替え
- SING/シング: ネクストステージ（2022年3月18日公開、東宝東和） アルフォンゾ 役[108]

### 音楽番組
- ザ少年倶楽部（2006年 - 、NHK BSプレミアム）[11][12]
- ガムシャラJ’s Party !!（2014年4月5日 - 2015年3月28日、テレ朝チャンネル1）[109][110]

### バラエティ番組
- Rの法則（2011年12月 - 2018年4月23日、NHK教育テレビ）田中樹と共演[111][112][113][注釈 2]
- YOUコントしちゃいなよ（2013年12月31日、フジテレビ）[116]
- ガムシャラ!（2014年4月12日 - 2016年4月2日、テレビ朝日）[117]
- 有吉ゼミ（2019年5月27日 - 、日本テレビ） - 「八王子リホーム」シリーズに出演[118]
- オオカミ少年（2021年4月16日 - 、TBS） - 田中樹と共演[119]

### 情報番組
- スッキリ（2020年2月、日本テレビ系列） - 「WEニュース」マンスリーMC[120]
- ラヴィット!（2021年7月、TBS）- 7月度マンスリーゲスト[121][注釈 3]

### ラジオ
- らじらー！サタデー（2018年4月14日、NHKラジオ第1）[122][注釈 4]

### CM・広告
- サーティワンアイスクリーム 真夏の雪だるま大作戦！キャンペーン「パレード」編（2012年7月21日 - 9月9日）[125][126]
- AOKI フレッシャーズ応援スーツフェア「入学式」篇（2014年2月6日 - ?）[127][128]
- シダックス
  - 「Heart & Smile 勇気プロジェクト2014」（2014年8月8日 - 2015年5月15日） スペシャルサポーター[129][130][131][注釈 5]
  - 「Heart & Smile 勇気プロジェクト2015-2016」（2015年12月20日 - 2016年2月19日） Heart & Smile大使[133][134][注釈 6]
- ドルチェ&ガッバーナ ビューティ（2020年5月9日 - 2021年4月）[135]
- 日本ハム
  - 「プルドポーク」（2021年5月14日 - 2023年） - 森本慎太郎と共演[136]
  - 「シャウエッセン」（2022年11月11日 - 2023年） - 森本慎太郎と共演[137]
- ECCジュニア「行きましょう」篇（2022年8月17日 - 2023年） - 松村北斗と共演[138]
- アンダーアーマー アンバサダー（2025年 - ）[139]
- ロッテ クーリッシュ「バニラドラゴン」篇（2025年4月23日 - ）[140]

### 舞台
- 新春 滝沢革命（2009年1月1日 - 27日、帝国劇場）[141][142]
- PLAYZONE2009 〜太陽からの手紙〜（2009年7月11日 - 8月9日、青山劇場）[143][144]
- DREAM BOYS（2009年9月4日 - 9月29日、帝国劇場）[145]
- Live House ジャニーズ銀座 [Part.1]（2013年5月10日、5月24日、6月1日 - 2日、シアタークリエ）
- ジャニーズ銀座2014[Sexy Champ]（2014年5月16日 - 18日・26日・27日、シアタークリエ）[146]
- 2015新春 JOHNNYS' World（2015年1月1日 - 1月27日、帝国劇場）[147]
- ジャニーズ銀座 2015[B組]（2015年5月8日 - 10日・17日、シアタークリエ）[148] - 別日にSixTONESとしても出演
- 滝沢歌舞伎2016（2016年4月10日 - 5月15日、新橋演舞場）[149]
- スタンディングオベーション（2021年8月3日 - 29日、TBS赤坂ACTシアター / 9月4日 - 7日、京都劇場） - 主演・鳴島誠也 役[150][151][152]
- ブロードウェイミュージカル ビートルジュース - 主演・ビートルジュース 役
  - 2023年公演（2023年8月4日 - 27日[注釈 7]、新橋演舞場 / 9月2日 - 8日、御園座 / 9月13日 - 27日、大阪松竹座）[29]
  - 2025年公演（2025年5月、日生劇場 / 6月、大阪新歌舞伎座）[154]

### コンサート
- you達の音楽大運動会（2006年9月30日 - 10月1日、国立代々木第一体育館）[13]
- 2007年謹賀新年あけましておめでとう ジャニーズJr.大集合 日本武道館 5日間公演（2007年1月2日 - 7日、日本武道館）[155]
- ジャニーズJr. の大冒険!'07＠メリディアン（2007年8月15日 - 24日、ホテル・グランパシフィック・メリディアン「パレロワイヤル」）[156]
- フォーラム新記録!!ジャニーズJr.1日4公演やるぞ!コンサート（2009年6月7日、東京国際フォーラム）[157]
- Johnny's Dome Theatre 〜SUMMARY〜（2012年9月8日・9日、東京ドームシティホール）
- フレッシュジャニーズJr. IN 横浜アリーナ（2012年12月16日、横浜アリーナ）
- ガムシャラ J's Party !! Vol.1（2014年2月1日 - 2日、EXシアター六本木）
- ガムシャラ J's Party !! Vol.2（2014年3月26日 - 28日、EXシアター六本木）
- ガムシャラ J's Party !! Vol.3（2014年4月16日 - 17日、EXシアター六本木）
- ガムシャラ J's Party !! Vol.4（2014年5月13日 - 14日、EXシアター六本木）
- ガムシャラ J's Party !! Vol.5（2014年6月4日 - 5日、EXシアター六本木）
- 関西ジャニーズJr. 『X'mas Show 2014』（2014年11月30日 - 12月2日・12月22日 - 25日、大阪松竹座）[158][159]
- ガムシャラ J's Party !! Vol.6（2014年12月17日 - 18日、EXシアター六本木）
- ガムシャラ J's Party !! Vol.8（2015年2月19日 - 21日、EXシアター六本木）
- ガムシャラ J's Party !! Vol.9（2015年3月30日 - 4月2日、EXシアター六本木）
- ガムシャラ! サマーステーション [チーム我]（2015年7月23日、24日、28日、8月8日、9日、11日、13日、14日、EXシアター六本木）[160]

### 雑誌
- 日之出出版
  - 『FINEBOYS』（2014年7月号 - 2020年8月号） - レギュラーモデル[161][162]
  - 『Safari』（2020年9月号 - ） - レギュラーモデル[24]

## オリジナル曲
JASRAC公式サイトの「作品データベース検索サービス」において、アーティスト名に「ジェシー」を含む楽曲の検索結果をもとに記述。

### ソロ曲
- PRAY （作詞：佐藤舞花、作曲：ALBERTSSON ALBI /CHARGE KEVIN /DAICHI） JASRAC作品コード：1J5-6531-4
- My song[164]（作詞：JぇSSE 、作曲：PALMQWIST ERIK ARVID/KVINT PETER SVEN）JASRAC作品コード：1M3-2225-1
- Never Ending Love - 『CREAK』〈初回盤A〉収録
- 虹、僕 - 『BOYZ』〈初回盤A〉収録

### ユニット・デュエット曲
京本大我
- 僕らの朝（作詞：京本大我、作曲：JぇSSE）JASRAC作品コード：208-8058-8
- WHY （作詞：JぇSSE /京本大我、作曲：BOYES PETER /HALLGREN JON）JASRAC作品コード：1K3-6311-1
- You are the only one -『GOLD』〈初回盤B〉収録

田中樹
- EXTRA VIP -『1ST』〈初回盤B：音色盤〉収録

森本慎太郎
- LOUDER - 『CITY』〈初回盤B〉収録

松村北斗
- 愛という名のベール - 『声』〈初回盤B〉収録

髙地優吾
- Blue Days - 『THE VIBES』〈初回盤B〉収録